# Retrocarica

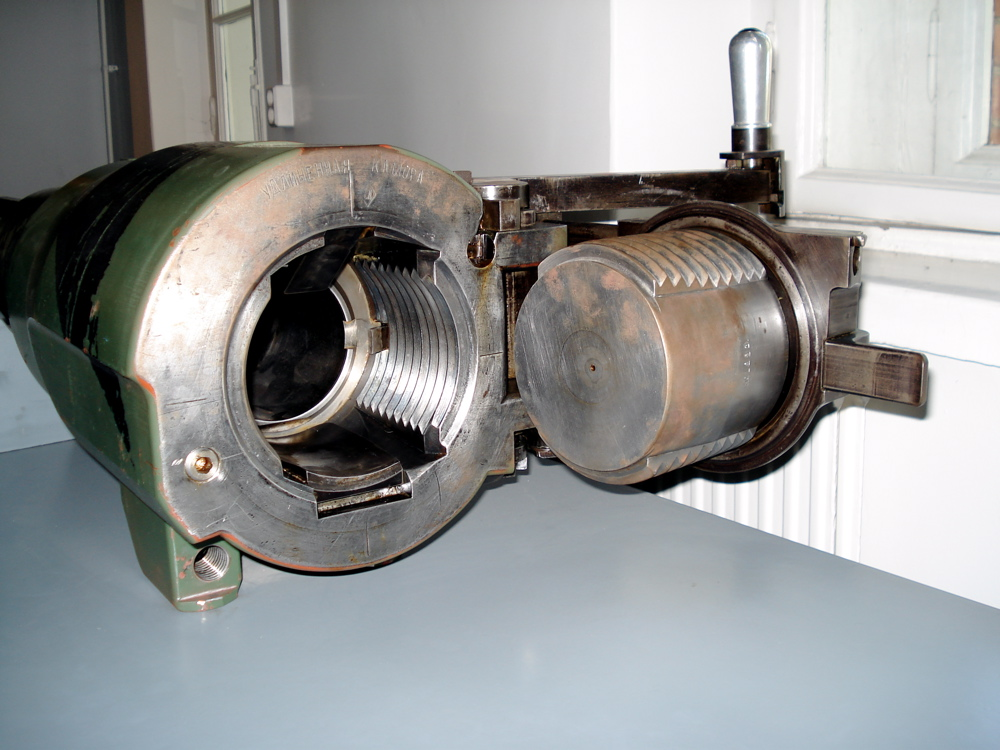
Culatta e otturatore a vite interrotta, in un cannone da 122 millimetri di calibro.

Per retrocarica si intende il sistema di caricamento di un'arma da fuoco  nel quale il proiettile e la carica di lancio vengono inserite dalla culatta, ovvero dalla parte posteriore della canna.
Praticamente, al giorno d'oggi (e già da molti decenni, o quasi da un secolo e mezzo) tutte le moderne armi da fuoco, eccetto i mortai, sono a retrocarica.

## Storia
Anche se armi a retrocarica furono sviluppate fin dal XIV secolo in Borgogna, essa si diffuse solo con i miglioramenti della meccanica e delle lavorazioni intervenuti nel XIX secolo. Infatti l'ostacolo principale da superare era la chiusura della culatta a tenuta di gas, risolta definitivamente per le armi portatili solo con lo sviluppo della cartuccia metallica, mentre per i grandi calibri di artiglieria la svolta si ebbe con lo sviluppo dell'otturatore a vite interrotta (sistema che, in linea di principio, è stato usato anche nei fucili bolt-action).

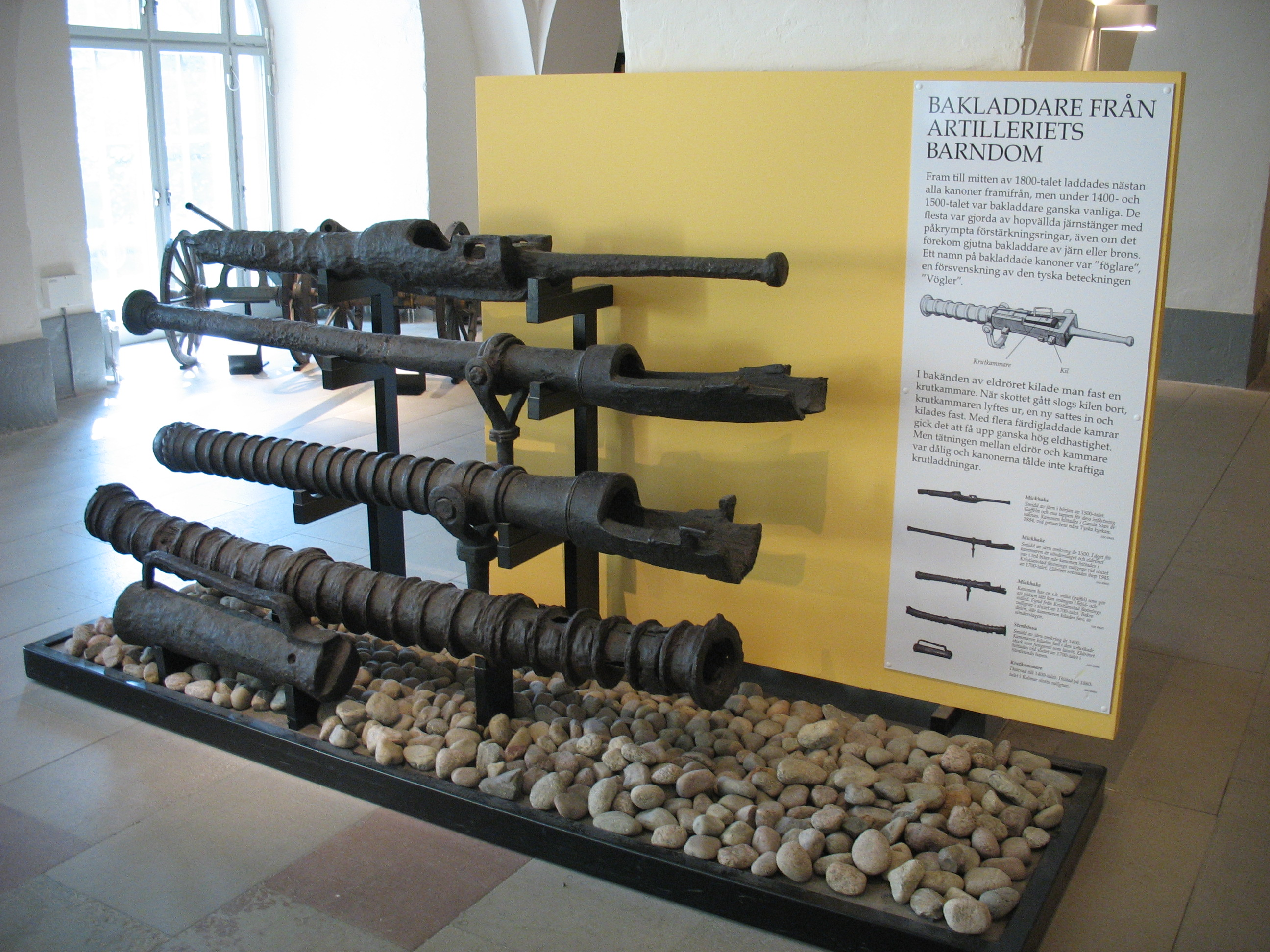
Cannoni a mascolo del XV e XVI secolo. In basso, il mascolo.

Le prime armi a retrocarica furono i cannoni a mascolo. Si trattava di cannoni o petriere di piccolo calibro, navali o da fanteria, che presentavano una grande apertura nella parte superiore della culatta. Il mascolo, ovvero una camera di scoppio amovibile a forma di tazza munita di focone, veniva caricato dalla bocca come un'avancarica ed inserito nella culatta, forzandovelo con un cuneo. Il vantaggio stava nell'uso di più mascoli precedentemente caricati nella stessa arma, che determinava un aumento della cadenza di tiro. Il punto debole era ovviamente la tenuta dei gas tra mascolo e canna e l'indebolimento complessivo della struttura del cannone.
I primi esempi di armi portatili a retrocarica risalgono invece al XVI secolo. Si trattava di armi delicate e costose, che non trovarono diffusione sui campi di battaglia. Nella Torre di Londra è esposto uno di questi fucili, appartenuto ad Enrico VIII, che sembra lo usasse per la caccia ai volatili.

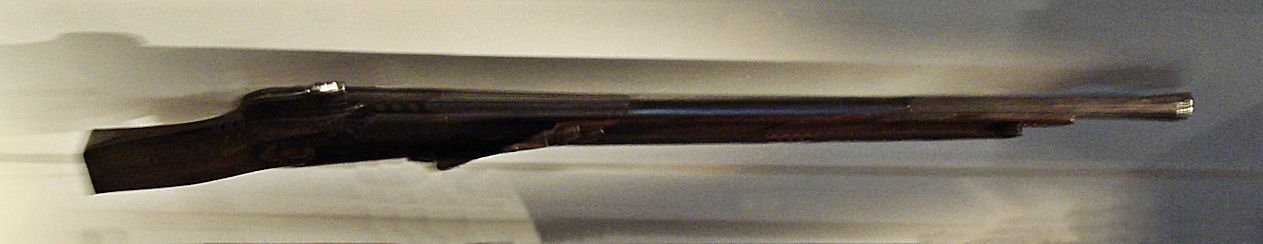
Il fucile a retrocarica di Enrico VIII.

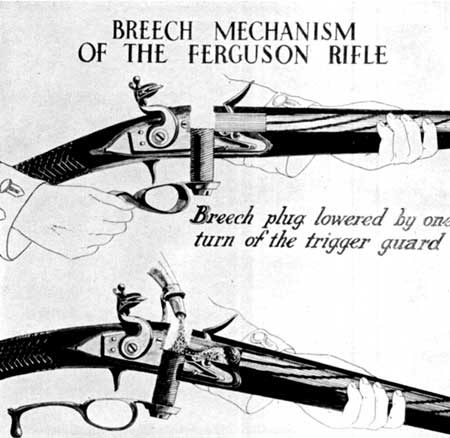
Fucile Ferguson.

Il primo sistema moderno fu sviluppato nel 1772 dall'ufficiale del British Army Patrick Ferguson. Il fucile Ferguson, con culatta chiusa da un vitone e innesco a pietra focaia, fu prodotto in 200 esemplari usati nella Battaglia di Brandywine. Più tardi, nell'800, i vari tentativi si concentrarono sull'impiego di cartucce complete, ovvero contenenti sia la carica di lancio che il proiettile che il sistema di innesco. La prima cartuccia completa fu realizzata nel 1808 a Parigi da Jean Samuel Pauly e François Prelat: essa era costituita da un fondello in rame con integrato l'innesco al fulminato di mercurio, da un involucro di carta impermeabilizzata (che si disintegrava al momento dello sparo) e da una pallottola sferica. Pauly provvide a progettare anche l'arma per la sua cartuccia, il fucile ad ago: la munizione veniva caricata nella culatta munita di otturatore ed innescata da un percussore ad ago. L'arma venne ulteriormente affinata e brevettata nel 1812, mentre nel 1836 l'armaiolo francese Casimir Lefaucheux migliorò ulteriormente la cartuccia. L'evoluzione proseguì rapida, con l'introduzione di cartucce con bossolo metallico da parte di Nicolas Flobert nel 1836. Seguirono le cartucce a spillo, quelle a percussione anulare nel 1850 ed infine quelle a percussione centrale nel 1857, che tuttora rappresentano lo standard per le armi da fuoco di tutti i calibri.

## Caratteristiche
Il vantaggio principale della retrocarica è la drastica riduzione dei tempi di ricarica dopo il tiro, in quanto è molto più rapido inserire proiettile e carica di lancio nella culatta piuttosto che forzarli lungo tutta la canna dalla bocca, soprattutto nelle armi a canna rigata. Nelle artiglierie da campo inoltre permette ai serventi di ricaricare l'arma senza esporsi al fuoco nemico o senza dover spostare l'arma, permettendo la realizzazione di torrette e postazioni più piccole.